# Bielowy

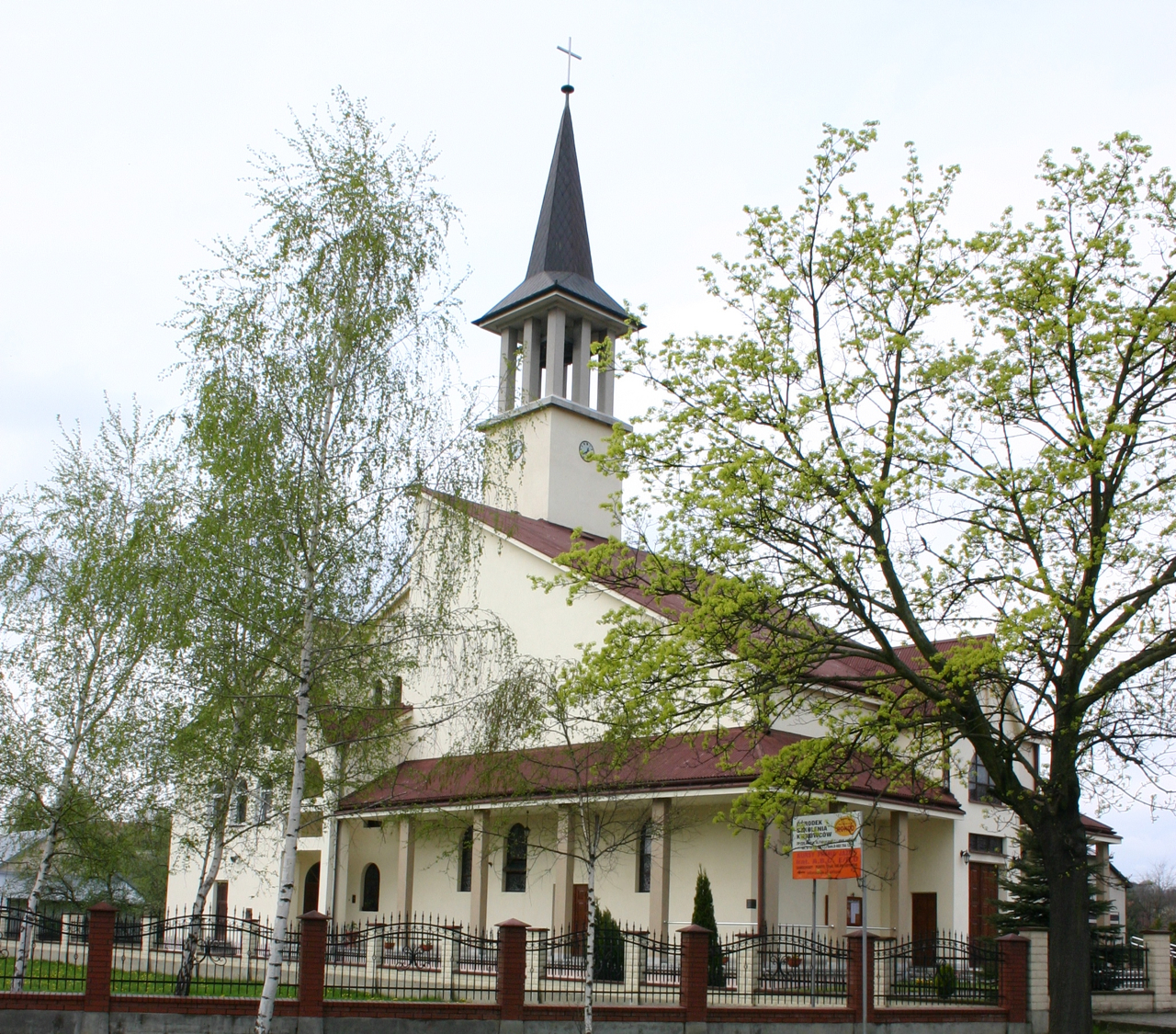
Kaplica - widok kwiecień 2011 r.

Bielowy – wieś w Polsce położona w województwie podkarpackim, w powiecie dębickim, w gminie Pilzno. Leży w dolinie Wisłoki nad potokiem Bielawka.
| SIMC    | Nazwa | Rodzaj    |
| ------- | ----- | --------- |
| 0825730 | Dół   | część wsi |
| 0825746 | Góra  | część wsi |

W latach 1975–1998 miejscowość administracyjnie należała do województwa tarnowskiego.
W miejscowości znajduje się kaplica  pod wezwaniem Bożego Miłosierdzia  należąca do Parafii św. Jana Chrzciciela w Pilźnie, poświęcona 18 grudnia 1994 r..